# イントロッツォ
イントロッツォ（伊: Introzzo）は、イタリア共和国ロンバルディア州レッコ県ヴァルヴァッローネにある分離集落（フラツィオーネ）。
かつては独立した自治体（コムーネ）であったが、2018年1月1日、トレメーニコ、ヴェストレーノと合併し、新自治体の一部となった。

## 地理

### 位置・広がり
レッコ県北部のコムーネ。県都レッコから北へ25 kmの距離にある。

#### 隣接コムーネ
コムーネとしてのイントロッツォは、以下のコムーネと隣接していた。
- デルヴィオ
- ドーリオ
- スエーリオ
- トレメーニコ